# Électrostimulation érotique
 (juin 2025).
Si vous disposez d'ouvrages ou d'articles de référence ou si vous connaissez des sites web de qualité traitant du thème abordé ici, merci de compléter l'article en donnant les références utiles à sa vérifiabilité et en les liant à la section « Notes et références ».
 (juin 2017).
- Si vous ne connaissez pas le sujet, laissez ce bandeau (vous pouvez alors contacter les auteurs).
- Si vous supprimez le contenu mis en cause (vous pouvez préalablement contacter les auteurs),

argumentez précisément cette suppression dans la page de discussion
(un manque de référence n'est pas un argument ; une recherche réelle de référence doit avoir été effectuée, être formellement documentée).

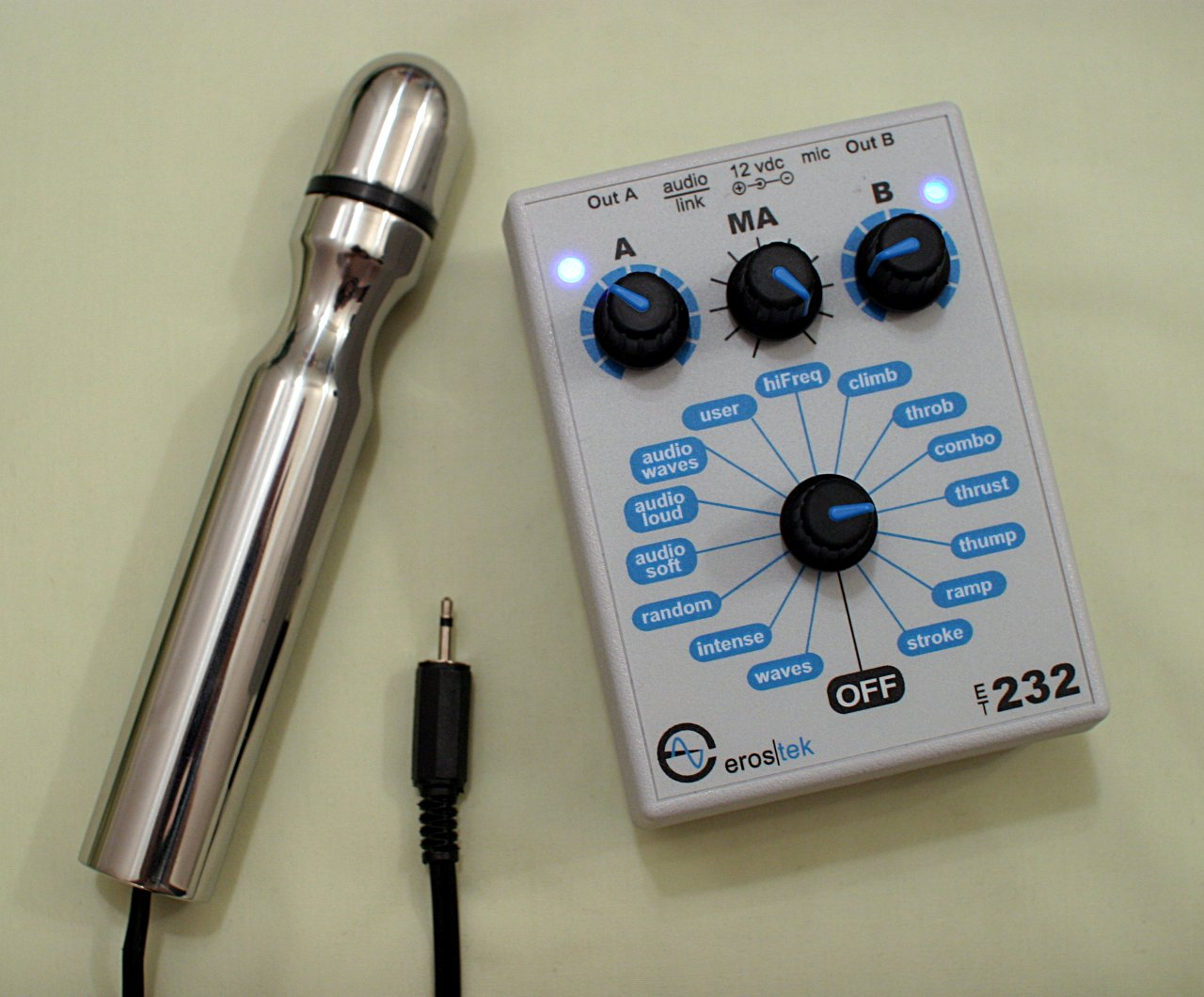
Appareil d'électrostimulation.

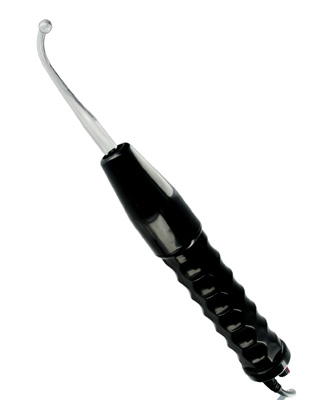
Violet Wand d'électrostimulation.

L'électrostimulation érotique (aussi appelée E-stim, electrosexe ou electrostim), est l'utilisation de courants électriques de basse fréquence pour stimuler les nerfs et les muscles (en particulier les zones sexuelles) avec un appareil de type TENS ou EMS.

## Histoire
L’électro-stimulation érotique a débuté pendant les années 1950 avec l'introduction d'un dispositif appelé le Relaxacisor, qui a été à l'origine conçu pour stimuler les muscles d'une personne en utilisant les courants électriques tout en détendant, en tant que des moyens d'« exercice passif ».
De tels appareils sont toujours dans l'utilisation médicale aujourd'hui[Quand ?] et sont connus comme unités de EMS (stimulation électronique de muscle).
Certains ont bientôt trouvé des utilisations alternatives pour le Relaxacisor en plaçant les contacts sur les parties génitales du corps.
Dans les années 1970, des unités médicales de TENS (stimulation électrique transcutanée de nerf) également étaient employées aussi pour l'électro-stimulation. 
Cependant, ni l'un, ni l'autre, le EMS ou les unités médicales de TENS n'étaient idéaux pour des buts érotiques, et dans les années 1980, les premiers dispositifs construits spécifiquement pour l’électro-stimulation érotique sont devenus disponibles, deux en particulier, un appelé le Titillator et l'autre à l'origine connu sous le nom de Pleasure Box mais plus tard connu sous le nom de PES Power Box.

## Principe
Les appareils de ce type ont trois effets :
- électro-massage ou « électro-masturbation », sur les nerfs des extrémités, gland du pénis ou clitoris ;
- électro-érection ;
- électro-éjaculation.

Les sensations qu'offrent certaines machines de bonne qualité sont infinies. La richesse des sensations est la conjonction de plusieurs facteurs :
- la décontraction du sujet ;
- sa réceptivité et sa capacité à se déconnecter du présent ;
- le type de stimulateur utilisé ;
- le type d'électrodes appliquées, ainsi que leur localisation ;
- le type de signal : fréquence et intensité primordiales pour le ressenti.

L'électrostimulation est donc avant tout une question de mental, plus qu'une question de matériel.
Les utilisateurs chevronnés sont capables de ressentir d'authentiques orgasmes, avec ou sans éjaculation. Tout orgasme survenant sans procédé mécanique (absence d'attouchement des organes génitaux) est appelé HFO (Hand Free Orgasm, "orgasme à mains libres"). Ainsi, un HFO peut être obtenu de multiples manières (pumping, massage prostatique, etc.). L'électrostimulation est un procédé particulièrement performant pour obtenir des HFO multiples, sous réserve de savoir contrôler les muscles du périnée.
L'électrostimulation fait progresser l'excitation sexuelle jusqu'à un plateau sensoriel (edging). Ce plateau peut être dépassé sous certaines conditions pour faire place à un véritable orgasme anéjaculatoire (orgasme sec, dry orgasm en anglais). L'absence d'éjaculation libère le sujet de la phase réfractaire. Les séquences orgasmiques peuvent ainsi s'enchaîner pendant plusieurs minutes pour certaines personnes.
Les conditions pour obtenir un orgasme sont les suivantes (non exhaustif) :
- décontraction totale ;
- conditionnement mental adéquat ;
- fantasmes érotiques en boucle (transe fantasmatique) ;
- augmentation de l'intensité du signal électrique.

L'éjaculation peut être provoquée si les conditions précédentes sont convenablement dosées. La contraction des muscles périnéaux, d'abord volontaire, peut devenir réflexe au terme d'un apprentissage de durée variable. Cependant, certains individus savent de façon innée contracter correctement ces muscles. La contraction des muscles périnéaux empêche l'éjaculation ; c'est ce mécanisme qui fonde le principe d'orgasme sec. 
La contraction ininterrompue des muscles périnéaux bloque complètement tout mécanisme éjaculatoire. C'est pourquoi il importe de faire des pauses en cas de longues séances, afin de faire retomber la tension psychique et physique.

## Appareils
Un appareil se compose de trois parties :
- un générateur d'impulsion, de fréquence et de forme variables, anciennement avec des temporisateurs, maintenant, comme avec les appareils d’électro-stimulation musculaire, des microcontrôleurs (PIC, Atmel, Arduino), généralement de fréquence comprise entre 1 et 500 Hz (voire sur tout le spectre audio pour certains appareils haut de gamme), largeur d'impulsion généralement entre 20 µs et 300 µs ;
- un amplificateur et un transformateur ou un élévateur de tension (convertisseur boost) qui élève la tension de 10 à 80 V (transformateur d'impédance) ;
- des électrodes de forme diverses.

### Appareils personnels ou dérivés
Certains, aux États-Unis, utilisent d'autres appareils pour générer les signaux électriques. Soit des chaînes Hifi avec des CD et des musiques spécifiques, soit des micro-ordinateurs dotés de programmes qui génèrent toutes sortes de sons. Ces sons sont captés sur les sorties comme la carte son et envoyés à un petit amplificateur et à un transformateur. Les transformateurs de ligne 100 V audio (ou les transformateurs audio d'impédance) sont les plus aptes à laisser passer le spectre des fréquences audibles (20 Hz - 20 kHz), et ainsi évitent le risque de s'échauffer comme les simples transformateurs d'alimentation prévus pour le 50 ou 60 Hz. Il est possible de trouver sur le Web de nombreux schémas permettant de réaliser soi-même son propre appareil d'électrostimulation.
Il est à noter que ces pratiques sont dangereuses et fortement déconseillées, une erreur de manipulation pouvant entraîner des dommages irréversibles sur les tissus des organes, voire la mort par électrocution.
Des fabricants réalisent maintenant[Depuis quand ?] des appareils sécurisés avec des isolations optiques pouvant être branchés à la carte son d'un micro-ordinateur. Ces appareils servent à générer aussi d'autres courants d'électrothérapie comme la stimulation musculaire ou le blocage de la douleur avec le TENS.

### Appareil d'électro-stimulation érotique
Les appareils d'électro-stimulation érotique sont spécifiquement conçus et fabriqués pour cet usage. Les premières unités analogiques sont devenues populaires pendant le milieu des années 1980, et depuis les années 1990, des dispositifs numériques sont devenus disponibles. Les deux types tiennent compte habituellement des ajustements des niveaux de fréquence et de puissance. L'ensemble se compose habituellement d'une boîte de réglage et d'électrodes câblées, portatives et fonctionnant avec des piles. 
Il y a les unités également dérivées de TENS et d'EMS lancées sur le marché en tant qu'appareil électro-stimulateur érotique, ou encore des appareils pour lutter contre les troubles de l'érection comme le PhalliMax.

## Applications pratiques
Le boîtier d'électrostimulation comprend 1 ou 2 sorties. Pour chaque sortie, il existe un pôle positif et un pôle dit "commun". Chaque pôle doit être branché à un conducteur fixé à une partie de l'anatomie du sujet. Par exemple, le pôle + est branché sur un anneau conducteur au niveau du gland ; le pôle "commun" est branché à un autre anneau conducteur autour des bourses, ou à n'importe quelle autre partie du corps, pourvu que ce soit "sous la ceinture" : électrode anale, sonde introduite dans l'urètre descendant dans la prostate, etc.
Le stimulateur produit une différence de potentiel entre ces deux électrodes. Le signal électrique est ressenti de manières très diverses, qui dépend de plusieurs facteurs : qualité du signal (fréquence, amplitude, intensité...), position des électrodes, position relative des électrodes, type d'électrode (métal, matière plastique...). Lorsque le stimulateur est muni de 2 sorties (ET312 par exemple), il est possible d'établir une connexion en triphasé : le stimulateur crée une 3e différence de potentiel entre les 2 électrodes positives, à condition de posséder 2 électrodes en commun. Les TENS classiques ne permettent pas une véritable stimulation en triphasique, seuls les appareils dédiés à la stimulation érotique le pouvant. Cette variante d'électrostimulation offre des sensations uniques de masturbation, l'influx migrant de haut en bas comme le ferait une masturbation manuelle.

## Autres méthodes
D'autres méthodes médicales ont donné lieu à des dépôts de brevets comme celui de Stuart Meloy, qui a découvert par hasard que des électrodes implantées dans le bas de la moelle épinière procuraient des sensations d'orgasme chez les femmes.
D'autres appareils utilisent des électrodes implantées avec un acte de chirurgie, mais on peut les remplacer par des courants interférentiels avec des électrodes de surface,.